# Ángel Orellana
Ángel Eugenio Orellana Hernández (nacido el 12 de abril de 1961) es un entrenador de fútbol profesional salvadoreño. Actualmente es el entrenador del Verdes FC de la Premier League de Belice.

## Trayectoria como entrenador
Orellana estuvo a cargo del Diriangén FC en la Primera División de Nicaragua, quedando como subcampeón de clausura 2012.
Subcampeón con Real Madriz FC de la Segunda División de Nicaragua apertura 2013.
Dirigió al ART Municipal Jalapa de la Primera División de Nicaragua.
El 2 de abril de 2023 Orellana fue anunciado como el nuevo entrenador del Verdes FC de la Liga Premier de Belice. Ángel Orellana ganó su primer título internacional al llevar a Verdes FC al Torneo Clausura 2023, luego de vencer 3-1 en el global a San Pedro Pirates FC.

## Clubes

### Como Asistente Técnico
| Club         | País        | Año         |
| ------------ | ----------- | ----------- |
| Alianza FC   | El Salvador | 1998 - 2002 |
| CD Ilopaneco | El Salvador | 2018        |

### Como entrenador
| Club                 | País        | Año             |
| -------------------- | ----------- | --------------- |
| CD Mar y Plata       | El Salvador | 2003            |
| AD Municipal         | El Salvador | 2006 - 2007     |
| CD Fuerte Aguilares  | El Salvador | 2007            |
| CD Once Lobos        | El Salvador | 2008 - 2009     |
| Atlético Balboa      | El Salvador | 2009            |
| CSD Vendaval         | El Salvador | 2010            |
| CD Fuerte Aguilares  | El Salvador | 2011            |
| Atlético Marte       | El Salvador | 2011            |
| Diriangén FC         | Nicaragua   | 2012            |
| Colón C-3 FC         | Panamá      | 2012            |
| Real Madriz FC       | Nicaragua   | 2012            |
| Real Destroyer       | El Salvador | 2013            |
| Real Madriz FC       | Nicaragua   | 2013            |
| Deportivo Ocotal     | Nicaragua   | 2013 - 2014     |
| AD Chalatenango      | El Salvador | 2014            |
| Deportivo Quirigua   | Guatemala   | 2015            |
| CD La Asunción       | El Salvador | 2015            |
| CD San Rafael Cedros | El Salvador | 2017 - 2018     |
| Barillas FC          | Guatemala   | 2018            |
| America Salcaja      | Guatemala   | 2019            |
| ART Municipal Jalapa | Nicaragua   | 2019 - 2020     |
| Atlético Sonsonate   | El Salvador | 2021            |
| Racing Junior        | El Salvador | 2022            |
| Uspantán FC          | Guatemala   | 2022            |
| Verdes FC            | Belice      | 2023 - presente |

## Palmarés

### Como entrenador
| Título                 | Club      | País   | Año    |
| ---------------------- | --------- | ------ | ------ |
| Liga Premier de Belice | Verdes FC | Belice | 2023-C |